# Ayapel
Ayapel é um município da Colômbia, localizado no departamento de Córdoba.